# CITIC
A CITIC Group (kínaiul: 中国中信集团公司, Zhōngguó Zhōngxìn Jítuán Gōngsī), másként a China International Trust and Investment Company banki és pénzügyi vállalatot 1979-ben alapította Rong Yiren (榮毅仁), Deng Xiaoping jóváhagyásával. Erősen a kormány befolyása alatt állt. Később a tőzsdén is bejegyezték. Vezetője Chang Zhenming. A pénzügyi szektoron kívül befektetései vannak az építő-, az energia- és a távközlési ágazatokban is.
Rong Yiren édesapja, Rong Desheng (榮德生) ugyancsak sikeres vállalkozó volt az 1930-as években. A kevés kapitalisták egyike volt, akik maradtak a Kínai Népköztársaság területén 1949 után. Rong Yiren a Kínai Népköztársaság alelnöke lett 1993-ban, 1997-ig volt a pozícióban.